# 증평군의회
증평군의회는 충청북도 증평군 지역을 관할하는 기초의회이다.